# 克劳迪奥·雅库布
哥迪奧·阿里爾·耶高比（西班牙語：Claudio Ariel Yacob，1987年7月18日—）是一名阿根廷職業足球員，司職防守中場。現效力於英冠諾定咸森林。

## 生平

### 球會
耶高比在阿甲球會競賽會開展足球事業，於2006年11月8日首次上陣。他自2008年開始擔任隊長直至離隊。
2012年7月24日耶高比以自由身簽約加盟英超球會西布朗，合約為期三年。

### 國家隊
2007年耶高比獲阿根廷U20挑選入伍，參加在巴拉圭舉行的南美洲青年錦標賽。他亦是其後贏得在加拿大舉行的2007年U20世界盃足球賽的成員之一。
國際賽入球
| # | 日期          | 場地                                      | 對賽球隊 | 入球  | 賽果  | 競賽   |
| - | ------------- | ----------------------------------------- | -------- | ----- | ----- | ------ |
| 1 | 2011年4月20日 | 阿根廷马德普拉塔 何塞·玛丽亚·米内亚体育场 |          | 1 – 1 | 2 – 2 | 友誼賽 |

## 榮譽
阿根廷U20
- U20世界盃足球賽：2007年；

## 外部連結
- 足球数据库：克劳迪奥·雅库布的球员统计数据 （英文）
- （西班牙文） Argentine Primera statistics
- Claudio Yacob at Football Lineups（页面存档备份，存于）